# Native State
Native State — дебютный студийный альбом американской инди-фолк исполнительницы и автора песен Джесс Уильямсон, изданный 28 января 2014 года на лейбле Brutal Honest.
Альбом получил положительные отзывы музыкальной критики и интернет-изданий.

## Содержание
Первая половина Native State перекликается с путешествием самой Уильямсон из Остина, штат Техас, в Нью-Йорк и обратно: Северо-Запад США, Барселона, Бруклин и Калифорния, населённые мистическими целителями, священными обручами и призраками Сан-Франциско, соблазнёнными ложными обещаниями, данными полвека назад группой Mamas & the Papas.

## Отзывы
| Оценки критиков | Оценки критиков |
| Источник        | Оценка          |
| --------------- | --------------- |
| Pitchfork       | [ 2 ]           |
| PopMatters      | [ 1 ]           |

Альбом получил положительные отзывы музыкальной критики и интернет-изданий. Линдси Золадз, написавшая рецензию для Pitchfork Media, оценила этот альбом в 7,4 балла из 10, назвав его «земным и готическим, часто кажущимся преследуемым каким-то невидимым, смутно мучительным присутствием», и написала, что Уильямсон выделяется среди других исполнителей в подобных жанрах своими сильными текстами. Золадз далее отметила, что «Native State — это документ беспокойного духа, странника, постоянно ищущего ландшафт, который будет лучше всего соответствовать мыслям и песням, которые гремят внутри неё». Эрик Риш из PopMatters оценил этот альбом на 8 баллов из 10, написав, что отсутствие припевов в её музыке помогает ей выделиться на фоне других фолк-артистов, и охарактеризовав этот релиз как «художественный триумф». По мнению рецензента «…под минималистской конструкцией редкие семь песен Native State можно воспринимать как классический „билдунгсроман“, в котором путешествие главного героя за открытиями приводит его к возвращению домой».

## Список композиций
Все песни написаны Jess Williamson.
1. «Blood Song» — 5:14
2. «Native State» — 4:14
3. «Medicine Wheel» — 4:19
4. «Spin the Wheel» — 4:17
5. «Field» — 2:25
6. «You Can Have Heaven on Earth» — 4:57
7. «Seventh Song» — 2:52